# Cladonia crispata
Cladonia crispata (Ach.) Flot. (1839), è una specie di lichene appartenente al genere Cladonia,  dell'ordine Lecanorales.
Il nome deriva dal latino crispatus che significa increspato, venato, ondulato, per la forma dentata dei podezi.

## Caratteristiche fisiche
Il tallo ha una cortex di consistenza liscia e continua. I podezi sono a forma di calice, più o meno visibilmente dentati, di piccole dimensioni e completamente assenti nella var. cetrariiformis (Del.) Vain. I calici delle ramificazioni sono perforati e gli apoteci hanno uno spiccato colore bruno. Proprio quest'ultimo carattere rende difficile il riconoscimento di questa specie ad un occhio non esperto.
Il fotobionte è principalmente un'alga verde delle Trentepohlia.

## Habitat
Preferisce climi che vanno dal montano di tipo boreale al subalpino o subartico. Rinvenuto prevalentemente su suolo, in spazi aperti e in aree a substrato siliceo; raramente su legni marcescenti. Predilige un pH del substrato molto acido o con valori intermedi fra molto acido e subneutrale. Il bisogno di umidità è mesofitico.

## Località di ritrovamento
La specie è da ritenersi cosmopolita ed è stata rinvenuta nelle seguenti località: 
- Germania (Turingia, Meclemburgo, Sassonia-Anhalt, Brandeburgo, Baviera, Sassonia, Assia, Amburgo, Renania-Palatinato, Schleswig-Holstein, Renania Settentrionale-Vestfalia, Bassa Sassonia, Baden-Württemberg);
- Canada (Ontario, Alberta, Manitoba, Terranova, Labrador, Nuova Scozia, Nuovo Brunswick, Québec, Yukon, Saskatchewan, Columbia Britannica);
- USA (Alaska, Colorado, Wisconsin, Dakota del Nord, New Hampshire, Minnesota, Connecticut, Alabama, Maine, Michigan, Vermont, Virginia Occidentale, New York);
- Austria (Austria Superiore, Stiria);
- India (Tamil Nadu);
- Cina (Heilongjiang, Jilin, Yunnan, Anhui, Fujian, Jiangxi);
- Australia (Australia occidentale); Costa Rica, Danimarca, Estonia, Giappone, Groenlandia, Irlanda, Islanda, Isole Svalbard, Kenya, Lituania, Lussemburgo, Madera, Marocco, Mongolia, Norvegia, Nuova Zelanda, Papua Nuova Guinea, Paesi Bassi, Polonia, Portogallo, Regno Unito, Repubblica Ceca, Romania, Saint-Pierre e Miquelon, Serbia, Spagna, Svezia, Taiwan, Tanzania, Ungheria, Venezuela.

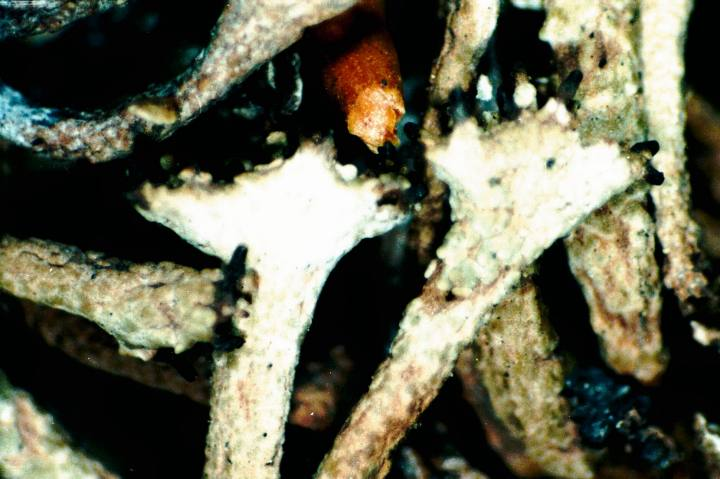
Cladonia crispata

In Italia è presente, ma estremamente rara, in tutto il Trentino-Alto Adige e la Valle d'Aosta, nell'arco alpino piemontese, nella Lombardia settentrionale, nella parte settentrionale e orientale del Veneto, nelle zone alpine friulane e in poche località dell'Umbria al confine meridionale con il Lazio.

## Tassonomia
Questa specie viene ascritta dai lichenologi alla sezione Perviae; a tutto il 2008 sono state identificate le seguenti forme, sottospecie e varietà:
- Cladonia crispata f. cetrariiformis (Delise) J.W. Thomson (1968), (= Cladonia crispata var. cetrariiformis).
- Cladonia crispata f. corymbosa (Delise) M. Choisy (1951).

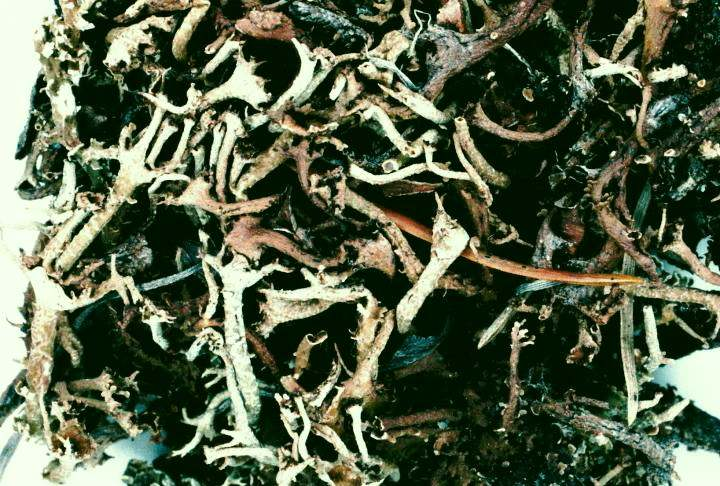
Cladonia crispata

- Cladonia crispata f. crispata (Ach.) Flot. (1839).
- Cladonia crispata f. divulsa (Delise) Vain.
- Cladonia crispata f. infundibulifera (Schaer.) J.W. Thomson (1968), (= Cladonia crispata var. cetrariiformis).
- Cladonia crispata f. leucocarpa H. Magn. (1946).
- Cladonia crispata f. vulsa (Delise) Arnold.
- Cladonia crispata var. cetrariiformis (Delise) Vain. (1887).
- Cladonia crispata var. crispata (Ach.) Flot. (1839).
- Cladonia crispata var. dilacerata (Schaerer) Malbr.
- Cladonia crispata var. divulsa (Delise) Arnold.
- Cladonia crispata var. elegans (Delise) Vain
- Cladonia crispata var. gracilescens (Rabenh.) Vain. (1887), (= Cladonia crispata var. crispata).
- Cladonia crispata var. infundibulifera (Schaer.) Vain. (1887), (= Cladonia crispata var. cetrariiformis).
- Cladonia crispata var. lacerata (Schaer.) Malbr.
- Cladonia crispata var. subcrispata Hennipman (1967).
- Cladonia crispata var. subracemosa Vain.
- Cladonia crispata var. virgata Ach.
- Cladonia crispata var. virgata Vain.